# Manipulacija (psihologija)
Emocionalna manipulacija je utjecanje na osjećaje drugog/drugih pojedinaca, radi vlastitog interesa ili određene koristi, odnosno tendencija strateškog utjecaja na tuđe emocije kako bi se postigao željeni ishod.
Emocionalna manipulacija može se koristiti na korisne načine, dok s druge strane može biti potencijalno štetna i sebična. Upravljanje tuđim emocijama je dio domene emocionalne inteligencije. Istraživači su počeli proširivati ispitivanje emocionalne inteligencije kako bi uključili korištenje emocionalnih vještina u negativnim i zlonamjernim kontekstima, uključujući emocionalnu manipulaciju.
Postoji razlika između "manipulacije" i "uvjeravanja" drugih. Utjecaj na druge je negativan kada netko manipulira drugima zbog sebične svrhe, dok je utjecaj pozitivan kada netko uvjerava druge kako bi obje strane dobile rezultate koje žele. Glavna razlika je u namjeri. Makijavelizam pokazuje jasne konceptualne sličnosti s emocionalnom manipulacijom. Uspješna interpersonalna manipulacija zahtjeva sposobnost razumijevanja osjećaja druge osobe te mogućnost predviđanja reakcije na određene emocionalne podražaje, a empatija može olakšati manipulaciju kako bi se postigli određeni socijalni ciljevi, kao što su održavanje veze ili zadržavanje ljubavnog partnera. Znakovi emocionalne manipulacije mogu biti suptilni. Često ih je teško prepoznati, pogotovo kada se događaju vama. Možete naučiti prepoznati manipulaciju i zaustaviti je. Također možete naučiti zaštititi svoje samopoštovanje i zdrav razum. Iako emocionalna manipulacija uobičajena u međuljudskim odnosima, često se događa i na širem planu. Oglašivači rutinski pokušavaju manipulirati emocijama ljudi kako bi ih naveli da kupe proizvod. Politički kandidati manipuliraju glasačima kako bi dobili glasove, uvjerili birače u neistinite tvrdnje ili promijenili mišljenje birača o određenom pitanju.
Mogući prediktori emocionalne manipulacije su narcizam, agresija, makijavelizam, neiskrenost, tendencija kontrole.
Neke od taktika kojima se emocionalni manipulatori koriste su pasivna agresija, namećanje osjećaja krivnje, iskrivljavanje emocija, gaslighting, povlačenje ili "tretman šutnjom", uspoređivanje s drugima, nezaslužena i pretjerana bliskost, zastrašivanje, poricanje itd. 
Neki od motiva korištenja emocionalne manipulacije mogu biti postizanje osjećaja moći i superiornosti u odnosima s drugima, osjećaj kontrole, postizanje ciljeva i osobne koristi, gledanje na manipulaciju kao na zabavu, jačanje samopoštovanja i slično.
Karakteristike muških manipulatora su: viša razina emocionalne inteligencije, obrada društvenih informacija, neizravna agresija i sebična kognitivna izobličenja značajno su predvidjeli emocionalnu manipulaciju. Muškarci imaju bolju samoprocjenu o emocionalnom manipuliranju nego žene. Muškarci najčešće ostaju dosljedni u korištenju određenih taktika manipulacije. Muškarci koji znaju prepoznati, razumjeti i upravljati emocijama, kako vlastitim, tako i onima drugih osoba, iskoristit će to u vlastitu korist.
Karakteristike ženskih manipulatora su: viša razina emocionalne inteligencije, neizravna agresija, primarne psihopatske osobine i niža razina društvene svijesti značajno su predvidjeli emocionalnu manipulaciju. Međutim, za žene je emocionalna inteligencija djelovala kao supresor. Relativni nedostatak moći kojeg žene imaju u odnosu na muškarce u društvu može dovesti do veće upotrebe taktika manipulacije kako bi taj nedostatak nadoknadile. Žene koje su bile više osjetljive na socijalni kontekst, izvještavale su o najčešćoj upotrebi manipulacije, u odnosu na muškarce generalno i žene manje osjetljive na socijalni kontekst.
Muškarci su skloni iskoristiti svoje sposobnosti upravljanja emocijama drugih u svrhu postizanja ciljeva, dok žene prvo odvagnu štetu koja bi mogla nastati u psihičkom stanju druge osobe i odluče se na manje korištenje emocionalne manipulacije.
Pojedinci sa sljedećim problemima mentalnog zdravlja često su skloni manipuliranju:
- Antisocijalni poremećaj ličnosti
- Poremećaj ponašanja
- Granični poremećaj ličnosti
- Fakcijski poremećaj
- Histrionski poremećaj ličnosti
- Narcistički poremećaj ličnosti